# Études de pharmacie au Canada
Les études de pharmacie au Canada relèvent en grande partie de la responsabilité des provinces. Le droit de pratique est attribué au niveau provincial. Pour pratiquer comme pharmacien, il est requis d'avoir au minimum un baccalauréat en pharmacie et de bien connaitre le contexte légal dans la province d'exercice. Au Québec, à l'Université de Montréal, le baccalauréat a été aboli en date de septembre 2007 pour laisser place au doctorat de premier cycle en pharmacie, de la même manière que les médecins doivent obtenir un doctorat de premier cycle pour exercer. C'est la première faculté canadienne à instaurer ce nouveau programme. À l'Université Laval, cette modification est entrée en vigueur à l'automne 2011. Aux États-Unis, les pharmaciens doivent acquérir un diplôme équivalent au Pharm.D.
L'abolition du baccalauréat en pharmacie fera également place au baccalauréat en sciences biopharmaceutiques, pour les gens désireux de poursuivre en recherche (annoncé actuellement par l'Université de Montréal). Ces bacheliers n'auront pas le droit de pratiquer ; seuls les Pharm.D. et les B.Pharm. (ancien régime) auront le droit d'exercer. Il existe neuf facultés de pharmacie au Canada, dont deux au Québec. Elles sont, d'ouest en est :
1. Université de la Colombie-Britannique
2. Université de l'Alberta
3. Université du Manitoba
4. Université de la Saskatchewan
5. Université de Waterloo
6. Université de Toronto
7. Université de Montréal
8. Faculté de pharmacie de l'Université Laval
9. Université Dalhousie
10. Université Memorial de Terre-Neuve

## Soins pharmaceutiques
Le concept des soins pharmaceutiques tire son origine de la publication de Strand et Hepler en 1990. La pratique de la pharmacie au Canada est fortement influencée par cette approche. 
L'Ordre des Pharmaciens du Québec définit les soins pharmaceutiques comme étant « l'ensemble des actes et services que le pharmacien doit procurer à un patient, afin d'améliorer sa qualité de vie par l'atteinte d'objectifs pharmacothérapeutiques de nature préventive, curative ou palliative. » Bien qu'il existe plusieurs définitions du concept de soins pharmaceutiques, la plupart de celles-ci confirment l'engagement du pharmacien envers le patient afin de lui permettre d'atteindre ses objectifs de santé. L'intégration du concept de soins pharmaceutiques a transformé la pratique dans les hôpitaux québécois en favorisant la présence du pharmacien dans les équipes de soins tout en offrant des soins directs aux patients.